# Alexander von Koller
Alexander svobodný pán von Koller (3. června 1813 Praha – 29. května 1890 Baden) byl rakousko-uherský generál a politik. V rakouské armádě sloužil od roku 1829 a zúčastnil se několika válečných tažení, poté byl posádkovým velitelem na různých místech monarchie. V letech 1868–1870 a 1871–1874 byl místodržitelem v Čechách, kde tvrdě vystupoval proti české národní opozici. V armádě dosáhl v roce 1873 hodnosti generála jezdectva a nakonec byl v letech 1874–1876 rakousko-uherským ministrem války. 

## Biografie

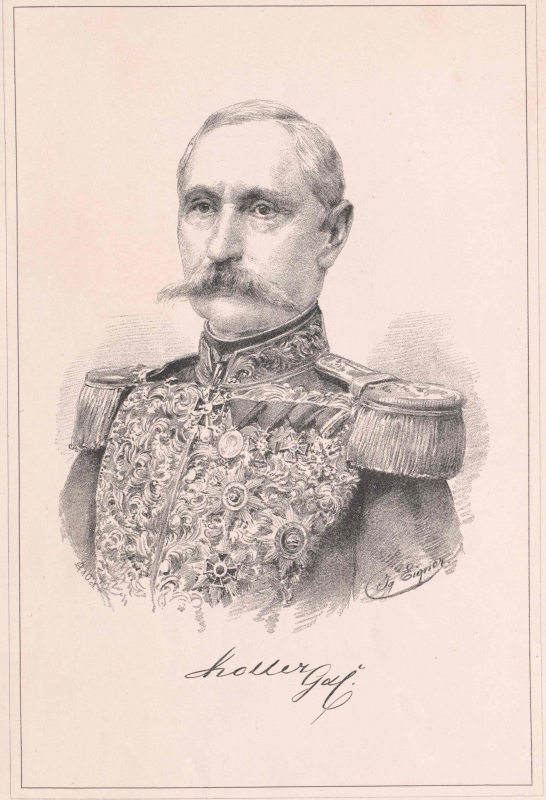
Generál Alexander von Koller

Narodil se jako nejmladší ze čtyř dětí generála a diplomata napoleonských válek Františka Kollera (1767–1826) a jeho manželky Johanny, rozené Grätzlerové z Gräzensteinu (1787–1866). Studoval na Vojenské ženijní akademii a v roce 1829 vstoupil do armády jako kadet k 9. husarskému pluku. O dva roky později byl povýšen na poručíka a v roce 1835 na nadporučíka. Později sloužil v Itálii, kde byl od roku 1845 v hodnosti rytmistra ordonančním důstojníkem u 1. armádního sboru. V revolučních letech 1848–1849 se zúčastnil bojů v Itálii, bojoval mimo jiné v bitvě u Custozzy). Rychle postupoval v hodnostech (major 1849, podplukovník 1850) a od roku 1851 byl jako plukovník velitelem 12. husarského pluku., v roce 1854 převzal velení 5. husarského pluku hraběte Radeckého.
K datu 5. ledna 1859 byl povýšen do hodnosti generálmajora a u 5. armádního sboru byl velitelem pěší brigády. Zapojil se do války se Sardinií (1859) a byl účastníkem bitev u Magenty a Solferina. V letech 1860–1866 byl velitelem brigády v Prešpurku a v květnu 1866 byl jmenován pobočníkem velitele 10. armádního sboru. Zúčastnil se prusko-rakouské války a bojoval v bitvě u Trutnova. K datu 16. července 1866 byl povýšen do hodnosti polního podmaršála a převzal velení 9. divize v Praze.
V období let 1868–1870 a 1871–1874 zastával funkci místodržitele v Čechách (nejvyšší představitel státní správy v této korunní zemi). Politicky byl centralisticky orientován (odpůrce autonomistických a státoprávních aspirací neněmeckých národností). Do místodržitelské funkce usedl poprvé roku 1868 v době, kdy po rakousko-uherském vyrovnání v českých zemích gradovalo táborové hnutí a projevy občanské neposlušnosti. Po nástupu vlády Alfreda Potockiho byl z Prahy odvolán a přeložen jako velitel 14. divize v PrešpurkuPodruhé se místodržícím stal roku 1871, kdy zase mezi českou populací vrcholila frustrace z nenaplněného projektu česko-rakouského vyrovnání (takzvané fundamentální články), které chystala neúspěšně Hohenwartova vláda. V obou případech byla jeho rolí pacifikace Čech. Vláda Adolfa von Auersperga (liberálně, centralisticky a německorakousky zaměřená), která vystřídala Hohenwartův kabinet, provedla jmenování Kollera do Prahy roku 1871 jako svůj první krok. Současně převzal funkci zemského velitele v Českém království a dne 23. dubna 1873 byl povýšen do hodnosti generála jezdectva. I ve svém druhém funkčním období českého místodržitele pokračoval v perzekuci české opozice, s pomocí korupce ovlivnil výsledky zemské volby v roce 1872, za své aktivity byl podroben kritice i na půdě říšské rady. 
Od 14. června 1874 do 21. června 1876 zastával post ministra války Rakouska-Uherska (jedno ze tří společných ministerstev Rakouska-Uherska, zřízených po rakousko-uherském vyrovnání). V tomto úřadu se zasloužil o modernizaci dělostřelectva, prosadil zavedení ocelových děl s příměsí bronzu. Po odvolání z funkce ministra byl v roce 1876 byl jmenován doživotním členem v Panské sněmovny (horní jmenovaná komora Říšské rady), kde se připojil k Ústavní straně. Od roku 1876 až do smrti zastával čestnou funkci kapitána jedné z císařských gard (Capitän des k. und k. Erste Arcieren-Leibgarde).

## Tituly a ocenění
Od narození užíval šlechtický titul svobodného pána, který jeho otec získal v roce 1810. Ve funkci místodržitele v Čechách obdržel titul c. k. tajného rady s nárokem na oslovení Excelence (1869). Během svého působení v Čechách získal čestné občanství v několika českých městech (Žatec, Liberec, Litomyšl, Jáchymov), v řadě měst byl čestným hejtmanem střeleckých spolků. Za vojenskou službu získal několik vysokých vyznamenání v Rakousku-Uhersku i v zahraničí. Od roku 1875 byl čestný majitelem 8. husarského pluku.

### Rakousko-Uhersko
- rytířský kříž Leopoldova řádu s válečnou dekorací (1859)
- Řád železné koruny II. třídy s válečnou dekorací (1866)
- Řád železné koruny I. třídy (1869)
- velkokříž Leopoldova řádu (1872)
- velkokříž Královského uherského řádu svatého Štěpána (1876)

### Zahraničí
- rytíř Řádu černé orlice (Německo)
- velkokříž Řádu červené orlice (Německo)
- Řád svaté Anny II. třídy (Rusko)
- Řád svatého Vladimíra II. třídy (Rusko)
- Řád sv. Stanislava III. třídy (Rusko)
- Řád lva a slunce I. třídy (Persie)
- velkokříž Řádu sv. Mořice a Lazara (Itálie)
- velkokříž Řádu Jindřicha Lva (Brunšvicko)

## Rodina
Oženil se v Praze v roce 1846 s Augustou von Raymann (1815–1900). Z manželství se narodily tři děti. Starší syn August (1850–1915) byl státním úředníkem, mladší August (1856–1908) sloužil v armádě, z níž byl propuštěn kvůli užívání morfia. Dcera Johanna se provdala za kontradmirála barona Friedricha von Haan. 
Alexander měl tři starší sourozence. Nejstarší bratr August (1805–1883) působil v diplomacii a nakonec byl státním podsekretářem na ministerstvu zahraničí, další bratr Wilhelm (1811–1866) dosáhl v armádě hodnosti generálmajora. Jejich sestra Johanna (1809–1891) byla manželkou generála hraběte Karla Thun-Hohensteina. 